# 細川持元
細川 持元（ほそかわ もちもと）は、室町時代前期の守護大名。摂津国・丹波国・讃岐国・土佐国守護。通称は五郎。官位は右馬助、右京大夫。細川京兆家9代当主。

## 略歴
細川満元の嫡男として誕生。幼名は聡明丸。持之、持賢の兄。
元服に際して4代将軍・足利義持より偏諱を受け、持元に改名。
応永33年（1426年）10月、父の死去に伴い細川京兆家の家督を継いだ。
応永34年（1427年）9月21日、播磨の守護大名・赤松義則が死去すると、跡継ぎとして嫡男・満祐が継ぐ筈だった。
しかし、満祐は足利義持に必死に訴えるも聞き入れられなかったため、怒りのあまり自邸を焼き払い、播磨に帰国した。
義持は激怒し、持元と一色義貫の話し合いの結果、満祐討伐を断念した。
正長2年（1429年）に31歳で死去した。法名は性智院殿玉峰道秀。嗣子は無く、家督は次弟・持之が継いだ。